# Antonio del Hoyo Álvarez
Antonio del Hoyo Álvarez (Madrid, 30 de desembre de 1939 - 10 de març de 2014) fou un advocat espanyol que va ser president de l'Atlètic de Madrid el 1982.
El 13 de gener de 1982 el llavors president de l'Atlètic de Madrid Alfonso Cabeza Borque va ser sancionat per la Reial Federació Espanyola de Futbol, i Del Hoyo, que era sotssecretari de la junta directiva de Cabeza, va assumir la presidència de l'Atlètic en una etapa convulsa, en la qual es van viure alguns conflictes, com ara els derivats de les negociacions amb el Futbol Club Barcelona, que ja havia fitxat de l'Atlètic a Marcos Alonso i ara pretenia fer el mateix amb Julio Alberto.
Finalment, el 27 d'abril d'aquell any presentava la seva dimissió. Fou substituït per Agustín Cotorruelo.